# Incontro d'amore in un paese in guerra
Incontro d'amore in un paese in guerra (Desencuentros) è una raccolta di 24 racconti di Luis Sepúlveda accomunati dal tema dell'amore.
Il filo conduttore dei racconti è rappresentato dall'amore per qualcuno o per qualcosa. In Nicaragua, durante la rivoluzione sandinista, tra un ribelle e la moglie di un loro prigioniero, ad Amburgo tra un rifugiato e una donna conosciuta quindici anni prima nel maggio francese, l'amore per una locomotiva restaurata da dodici confinati politici e rimessa in funzione in un riscatto di libertà.

## Edizioni
- Luis Sepúlveda, Incontro d'amore in un paese in guerra, traduzione di Ilide Carmignani, collana Teadue, TEA, 2000,  p. 200.